# أبيل باير
أبيل باير (بالإنجليزية: Abel Baer)‏ هو كاتب أغاني وطبيب أسنان أمريكي، ولد في 16 مارس 1893، وتوفي في 5 أكتوبر 1976.

## وصلات خارجية
- أبيل باير على موقع IMDb (الإنجليزية)
- أبيل باير على موقع ميوزك برينز (الإنجليزية)
- أبيل باير على موقع قاعدة بيانات برودواي على الإنترنت (الإنجليزية)
- أبيل باير على موقع ديسكوغز (الإنجليزية)